# 双阳街道 (双鸭山市)
双阳街道，是中华人民共和国黑龙江省双鸭山市宝山区下辖的一个乡镇级行政单位。

## 行政区划
双阳街道下辖以下地区：
向阳社区和新兴社区。